# 弗尔 (德国)
弗尔（德語：Vöhl）是德国黑森州的一个市镇。总面积98.81平方公里，总人口6019人，其中男性2981人，女性3038人（2011年12月31日），人口密度61人/平方公里。

## 友好城市
- 法國 穆沙尔